# NGC 6041A
NGC 6041A (другие обозначения — UGC 10170, MCG 3-41-78, ZWG 108.101, VV 213, DRCG 34-64, PGC 56962) — галактика в созвездии Геркулес.
Этот объект входит в число перечисленных в оригинальной редакции «Нового общего каталога».